# Dateo (métro de Milan)
 (août 2022).
Si vous disposez d'ouvrages ou d'articles de référence ou si vous connaissez des sites web de qualité traitant du thème abordé ici, merci de compléter l'article en donnant les références utiles à sa vérifiabilité et en les liant à la section « Notes et références ».
Dateo est une station de métro à Milan, en Italie. Située sur la ligne 4 du métro de Milan entre Tricolore et Susa, elle est ouverte depuis le 26 novembre 2022.